# Hermann Aldinger (General)
Franz Wilhelm Hermann Aldinger (* 22. Juli 1907 in Nürnberg; † 2. November 1993 in München) war ein deutscher Offizier bei der Luftwaffe der Wehrmacht und später der Luftwaffe der Bundeswehr.

## Leben
Nach dem Abitur 1926 studierte er Rechts- und Staatswissenschaften an der Universität Erlangen. Er heiratete am 31. März 1937 Carola Spetzler († 1. November 1982). Am 20. April 1927 trat er in das Heer der Reichswehr ein und versah seinen Dienst bei der Artillerie.
Nachdem er am 1. November 1933 zum Oberleutnant befördert wurde, wechselte er am 1. April 1935 zur Luftwaffe und diente in der Flak-Abteilung Döberitz. Es folgten weitere Verwendungen in der Flak-Truppe, bevor er am 6. November 1936 als Batteriechef in der Flugabwehr-Abteilung 88 (F/88) der Legion Condor am Spanischen Bürgerkrieg teilnahm. Ab 1. Oktober ging er dann zur Flak-Lehrabteilung nach Wustrow und wurde dort am 1. November 1937 zum Hauptmann befördert.
Es schlossen sich kurzzeitige Verwendungen im Reichsluftfahrtministerium und im Stab des Kampfgeschwaders 257 an, bevor er am 26. August 1939 im Stab des Kommandeurs der Luftstreitkräfte des Armeeoberkommando 10 am Überfall auf Polen teilnahm. Anschließend wechselte er ab 15. Oktober 1939 in den Generalstab der Luftwaffe, um sich auf seinen am 1. März 1940 an der Luftkriegsschule Berlin-Gatow stattfindenden Generalstabslehrgang vorzubereiten. Innerhalb dieser bis zum 14. August 1941 dauernden Ausbildung besetzte er kurzzeitig zur Hospitation verschiedene Stabsposten in Fronteinheiten. Hier erreichte ihn am 1. April die Beförderung zum Major und ein Jahr später zum Oberstleutnant. Am 26. Mai 1942 wechselte er in den Stab des VIII. Fliegerkorps, das zu dieser Zeit im Süden der Ostfront im Rahmen der Luftflotte 4 bei der Schlacht um Sewastopol eingesetzt war. Aber schon am 29. August ging er zum Stab der Luftflotte 1, die im Norden der Ostfront gegen Leningrad eingesetzt wurde. Am 24. September 1942 erhielt er dort das Deutsche Kreuz in Gold. Ab 1. April 1943 erhielt er ein Kommando im Generalstab der Luftwaffe, das er bis zum 3. November 1944 ausübte. Am 1. Oktober 1943 erfolgte seine Beförderung zum Oberst.
Nach dem Zweiten Weltkrieg studierte Hermann Aldinger von 1947 bis 1950 an der Staatsbauschule München mit Abschluss als Bau-Ingenieur. Von 1950 bis 1952 war Aldinger Bauleiter beim Finanzbauamt München und anschließend als Angestellter bei der Dienststelle Blank (Vorläufer der Bundeswehr) tätig. Von 1955 bis 1957 war Aldinger Fachgruppenleiter bei Telefunken (Hochfrequenz-Ingenieur).
Aldinger wurde 1957 in die Bundeswehr übernommen und war dort vom 1. Oktober 1961 bis 30. September 1963 als Generalmajor Kommandeur der 1. Luftwaffendivision. Die Verabschiedung in den Ruhestand erfolgte durch General de Maiziere am 29. Juli 1966, zwei Tage vorher war Aldinger das Große Verdienstkreuz des Verdienstordens der Bundesrepublik Deutschland verliehen worden.